# Dix Mille Chambres à coucher
Pour plus de détails, voir Fiche technique et Distribution.

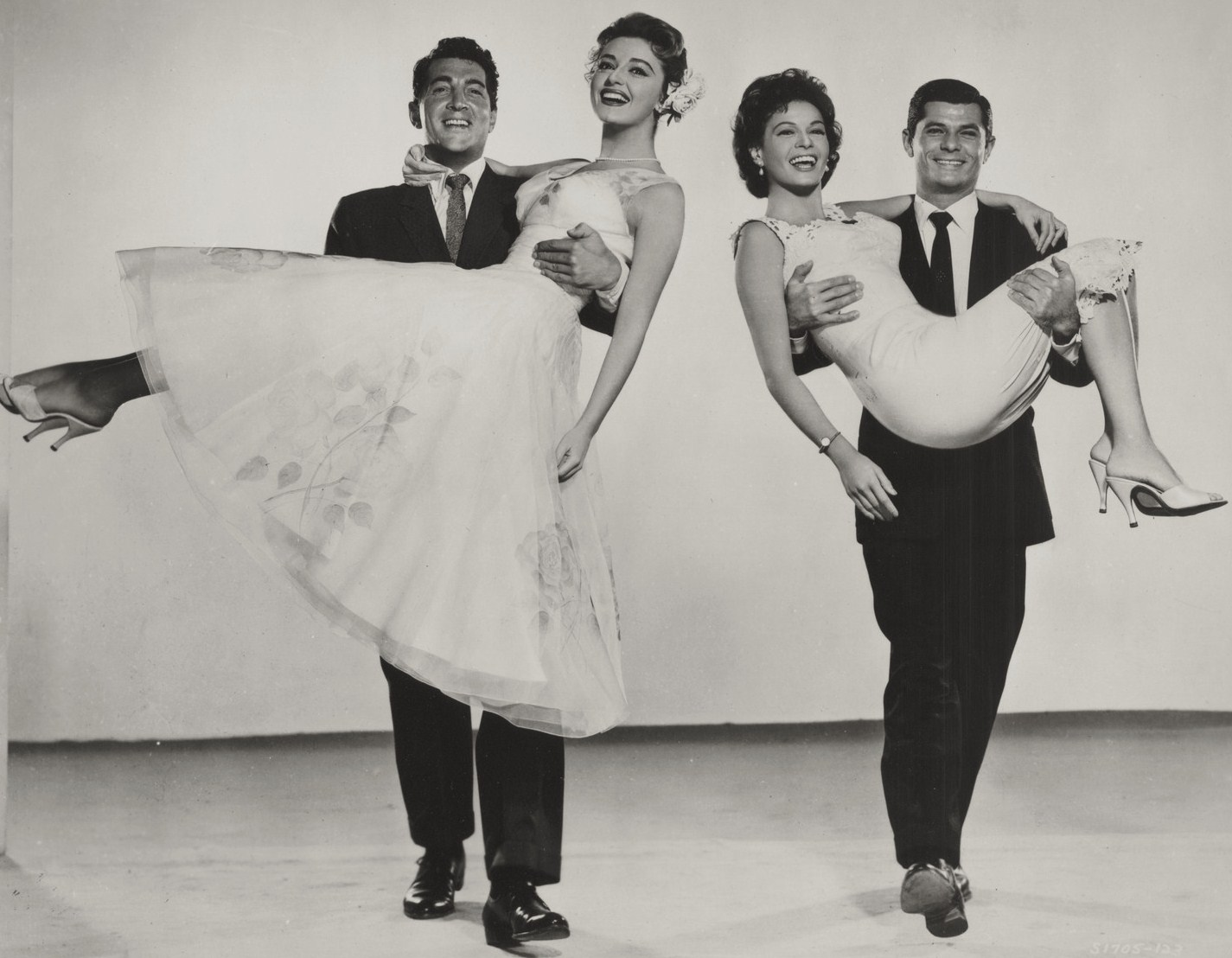
De g. à d. : Dean Martin, Anna Maria Alberghetti, Eva Bartok et Dewey Martin (photo promotionnelle)

Dix Mille Chambres à coucher (titre original : Ten Thousand Bedrooms) est un film américain réalisé par Richard Thorpe, sorti en 1957.

## Synopsis
Le millionnaire américain Ray Hunter (accompagné par son pilote privé Mike Clark), de passage à Rome afin d'acquérir l'hôtel Le Régent, est pris en charge à l'aéroport par Maria Martelli, employée de la comtesse Alzani, actuelle propriétaire de l'immeuble. Ray est guidé en ville par la jeune femme qui lui sert d'interprète et le présente à sa famille, dont son père Vittorio et sa sœur cadette Nina...

## Fiche technique
- Titre original : Ten Thousand Bedrooms
- Titre français : Dix Mille Chambres à coucher
- Réalisation : Richard Thorpe
- Scénario : László Vadnay (en), Art Cohn, William Ludwig et Leonard Spigelgass
- Photographie : Robert Bronner
- Montage : John McSweeney Jr.
- Musique additionnelle : Dominic Frontiere et Skip Martin (non crédités)
- Son : Wesley C. Miller
- Direction artistique : Randall Duell et William A. Horning
- Décors : Richard Pefferle et Edwin B. Willis
- Costumes : Helen Rose
- Producteur : Joe Pasternak
- Société de production : Metro-Goldwyn-Mayer
- Société de distribution : Loew's Inc.
- Lieux de tournage : Rome, Culver City
- Format : Couleur (Metrocolor) — 35 mm — 2,35:1 (CinemaScope)— son Mono (Westrex Recording System) ou Stéréo 4 pistes
- Genre : Comédie romantique, Film musical
- Durée : 114 minutes
- Dates de sortie :
  - États-Unis : 3 avril 1957
  - France : 20 septembre 1957

## Distribution
- Dean Martin : Ray Hunter
- Anna Maria Alberghetti : Nina Martelli
- Eva Bartok : Maria Martelli
- Dewey Martin : Mike Clark
- Walter Slezak : Vittorio Martelli
- Paul Henreid : Anton
- Jules Munshin : Arthur
- Marcel Dalio : Vittorio Cisini
- Evelyn Varden : Comtesse Alzani
- Lisa Montell (en) : Diana Martelli
- Lisa Gaye (en) : Ana Martelli
- John Archer : Bob Dudley
- Steve Dunne : Tom Crandall
- Dean Jones : Dan
- Monique Van Voren : La fille au générique de début

Et, parmi les acteurs non crédités :
- Nestor Paiva : Alfredo, le bijoutier
- Renata Vanni : Une servante

## Chansons du film
- Money Is a Problem : musique de Nicholas Brodszky, paroles de Sammy Cahn, interprétée par Lisa Montell (doublée par Betty Wand)
- Ten Thousand Bedrooms : musique de Nicholas Brodszky, paroles de Sammy Cahn
- Only Trust Your Heart : musique de Nicholas Brodszky, paroles de Sammy Cahn
- You I Love : musique de Nicholas Brodszky, paroles de Sammy Cahn
- No One but You : musique de Nicholas Brodszky, paroles de Jack Lawrence
- Rock Around the Clock : paroles et musique de Max C. Freedman (en) et Jimmy De Knight (en), interprétée par Lisa Montell (doublée par Betty Wand (en)) et Lisa Gaye
- Guaglione : musique de Giuseppe Fanciulli, paroles de Nisa (it)

## Autour du film
- C'est le premier film de Dean Martin après la dissolution du duo qu'il formait avec Jerry Lewis[1]